# Forêt des Pierres Blanches
La forêt des Pierres Blanches est une forêt domaniale de la ville de Sète. Elle est située sur les pentes du Mont-Saint-Clair, dans le département français de l’Hérault.

## Situation et description
La forêt des Pierres Blanches se positionne au nord-ouest du Mont Saint-Clair, face à l'étang de Thau, sur le territoire de la commune Sète et présente une superficie de 27 hectares. Cette forêt domaniale a reçu ce nom en référence aux roches calcaires jurassiques qui affleurent parmi les pins.

## Histoire
En 1969, la Forêt des Pierres Blanches a été sauvée par une lettre envoyée au président de la république de l'époque Georges Pompidou.
En août 2024, la forêt des Pierres Blanches est interdite d’accès aux particuliers par arrêté préfectoral en raison de son classement par les services de l’État en « alerte rouge risque incendie » sur la carte de vigilance.

## Tourisme

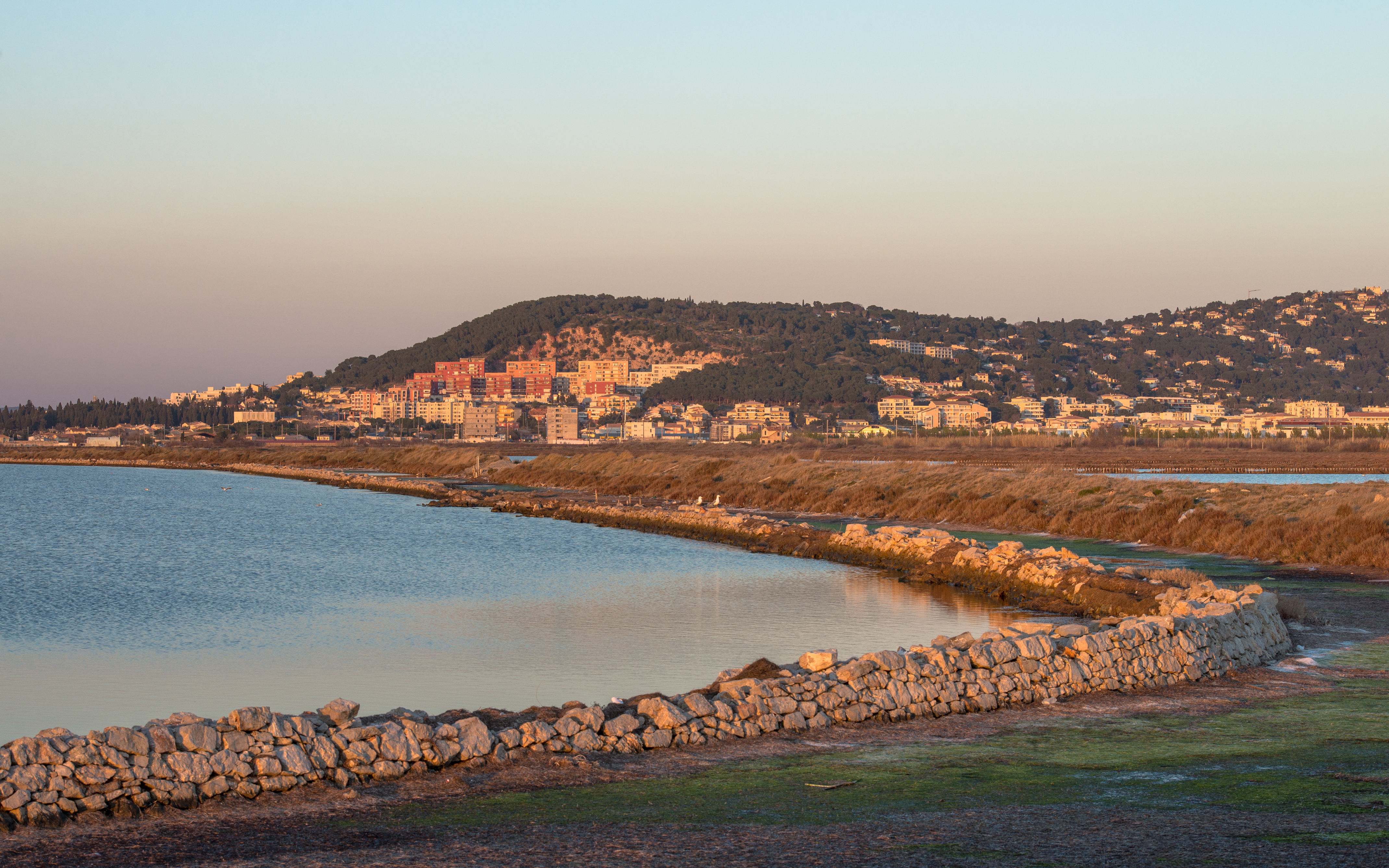
Forêt des Pierres Blanches depuis l'étang de Thau

En 2023, plus de 300 000 visiteurs fréquentent chaque année cette forêt située sur le territoire de la ville de Sète. De nombreux sentiers pédestres balisés ont été tracés et des panneaux pédagogiques permettent de découvrir certaines espèces végétales. Un belvédère et la table d’orientation, la vue panoramique sur le lagune positionné entre la mer et l’Etang de Thau. L’ONF et la ville de Sète proposent une application sur smartphone afinde mieux connaitre l’histoire de cette forêt domaniale.
La table d'orientation des Pierres Blanches, créée en 1982, se présente sous la forme d'une table sur un promontoire accessible par escalier. Elle permet d'observer le golfe du Lion, l'étang de Thau, ainsi qu'un grand nombre de sommets pyrénéens dont le Pic du Canigou, le Pic de Saint-Barthélemy et le Puig Carlit, pourtant situé à près de 170 km. Il existe également un parcours botanique.
Une association d'astronomie ainsi qu'un restaurant sont présents, allée Pierre Barthas, à l'entrée principale de la forêt,,.

## Dans la culture populaire
- La légende des Pierres Blanches :

cette légende narre l'histoire du Roi du Bassin de Thau qui avait sept filles qui aimaient se promener en haut du Mont Saint-Clair. Attirés par leurs beautés, de jeunes Sétois venaient les observer. Lassées par tant de curiosité, les princesses courroucées transformèrent ces curieux  en pierres blanches, donnant ainsi son nom au site.